# Andy Evans (kierowca wyścigowy)
Andy Evans (ur. 27 czerwca 1951 roku w Pomonie) – amerykański kierowca wyścigowy.

## Kariera
Murry rozpoczął karierę w międzynarodowych wyścigach samochodowych w 1989 roku od startów w SCCA Corvette Challenge, gdzie jednak nie zdobywał punktów. W późniejszych latach Amerykanin pojawiał się także w stawce IMSA Camel Lights, 24-godzinnego wyścigu Le Mans oraz IMSA World Sports Car Championship.